# Berangbang
Berangbang is een bestuurslaag in het regentschap Jembrana van de provincie Bali, Indonesië. Berangbang telt 5744 inwoners (volkstelling 2010).